# Otto Risch

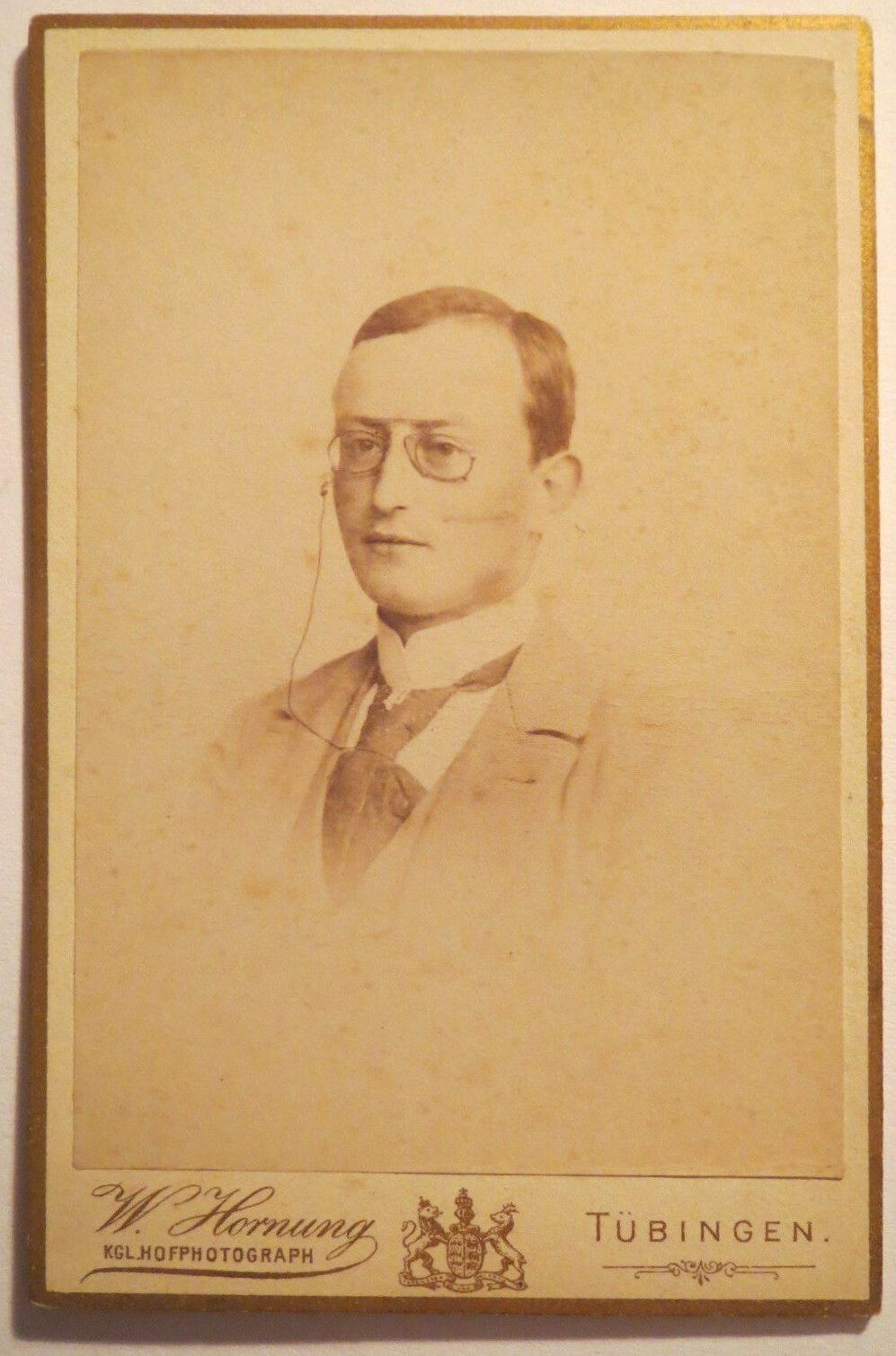
Otto Risch (1894)

Otto Risch (* 6. Dezember 1871 in Stuttgart; † unbekannt) war ein deutscher Oberamtmann.

## Leben
Risch, Sohn eines Verlagsbuchhändlers und evangelischer Konfession, studierte von 1890 bis 1895 Regiminalwissenschaft in Tübingen. Er legte 1895 die erste und 1897 die zweite höhere Dienstprüfung ab. 
1897 trat er in die württembergische Innenverwaltung ein. Er wurde 1901 Amtmann beim Oberamt Rottenburg, 1909 Kollegialhilfsarbeiter bei der Regierung des Neckarkreises in Ludwigsburg und 1915 planmäßiger Assessor mit dem Titel Oberamtmann bei der Regierung des Donaukreises in Ulm. Von 1914 bis 1919 war er als Amtsverweser an verschiedenen Oberämtern tätig.
Er leitete die Oberämter Herrenberg von 1919 bis 1924 und Biberach von 1924 bis 1936. 1928 erhielt er den Titel Landrat. 1936 trat er in den Ruhestand.